# Lutherkirche (Köln-Nippes)

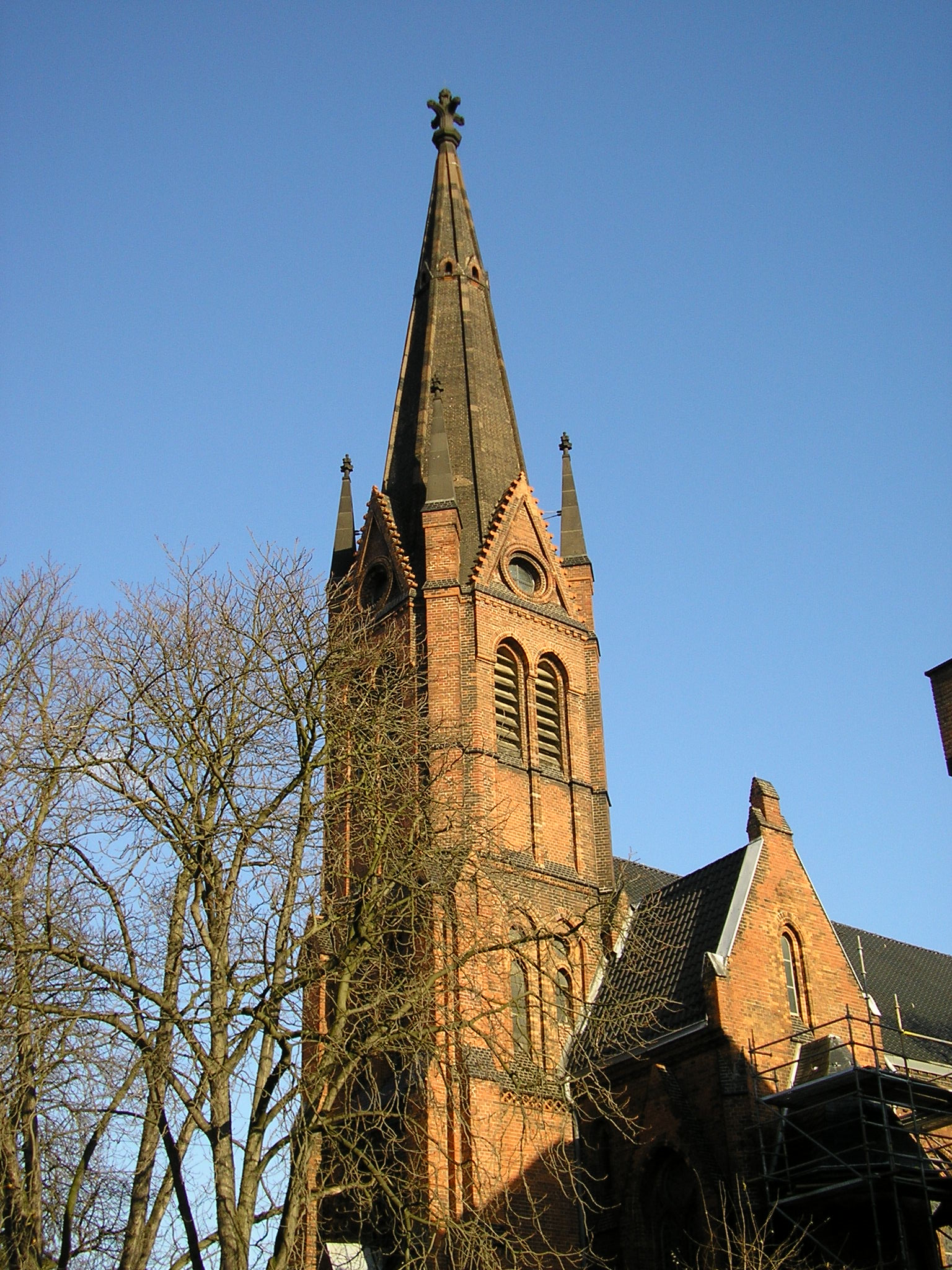
Lutherkirche Köln-Nippes

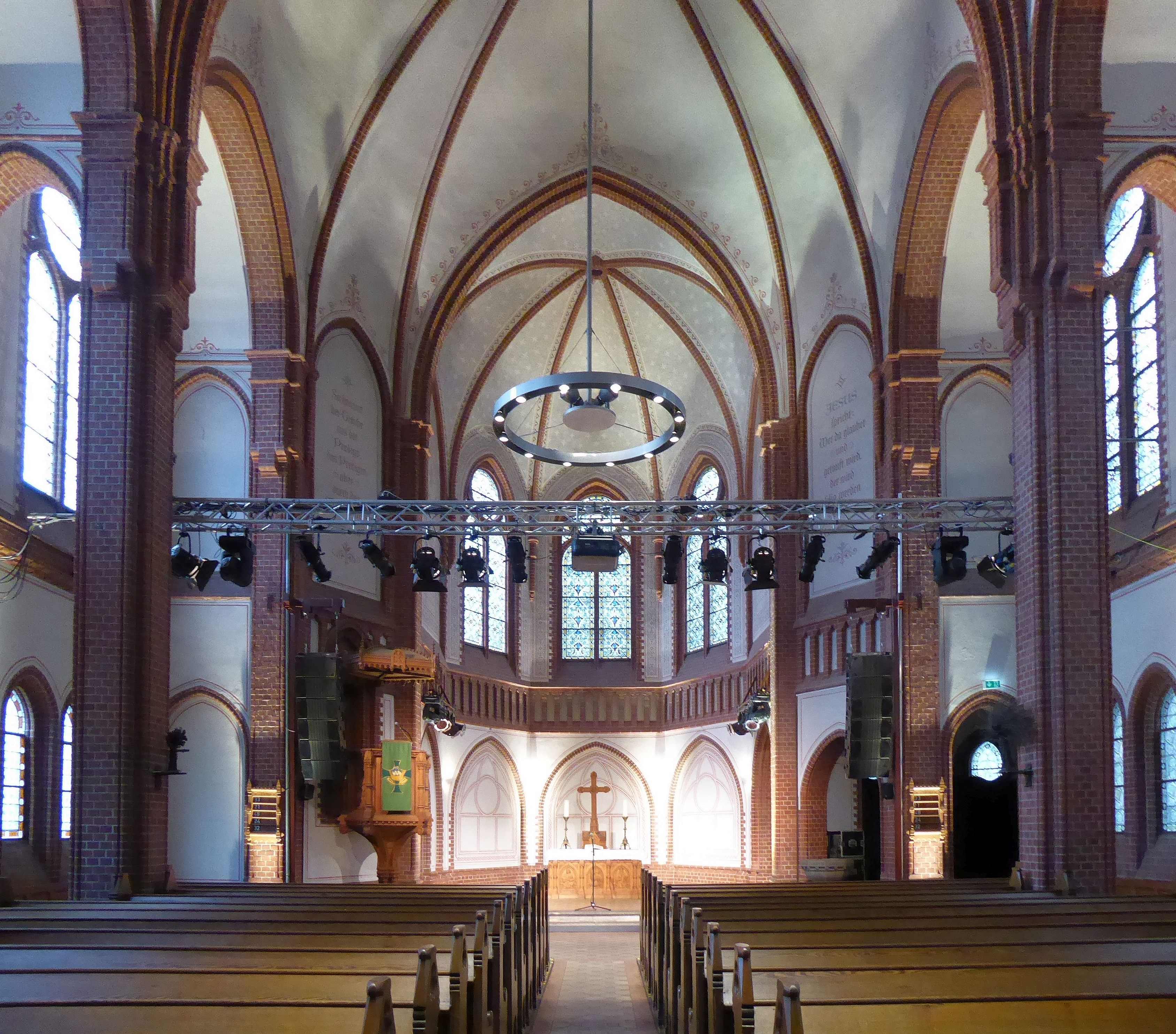
Inneres der Lutherkirche, Blick zum Chor

Die Lutherkirche ist ein neugotischer evangelischer Kirchenbau im Sechzigviertel des Kölner Stadtteils Nippes in Nordrhein-Westfalen.

## Anfänge der Kirchengemeinde
Im Jahre 1853 waren von den 3864 Einwohnern in Nippes nur 13 evangelisch. Nachdem 1861 die Eisenbahnhauptwerkstatt Nippes der Rheinischen Eisenbahn-Gesellschaft eröffnet worden war, erhöhte sich die Anzahl der evangelischen Christen sprunghaft auf 145. Daraus ergab sich auch der Bedarf nach einer evangelischen Volksschule, die 1872 auf Initiative des Direktors der Eisenbahnhauptwerkstatt, Wilhelm Nohl, errichtet wurde.
Nach einer weiteren Zunahme der evangelischen Christen auf 570 wurde ein Pfarrvikar für Nippes bestellt. Der Einweihung eines neuen Betsaals im Jahr 1875 folgte 1881 die Umwandlung der Vikariatsgemeinde in eine Kirchengemeinde, die Theodor Voswinkel als erster Pfarrer leitete. Sie gehört heute zum Kirchenkreis Köln-Mitte der Evangelischen Kirche im Rheinland.
Die Bautätigkeit in der neuen Kirchengemeinde nahm in der Folgezeit weiter zu. 1884 wurde ein eigener Kindergarten eröffnet. Der Bau der Lutherkirche begann 1886, drei Jahre später konnte der erste Gottesdienst stattfinden.

## Ereignisse bis zum Ende des Zweiten Weltkriegs
Gegenüber dem Ersten Weltkrieg nahm die Kirchengemeinde eine unkritische Haltung ein, was an der engen Bindung der evangelischen Kirche an den Kaiser lag. Während der Zeit des Nationalsozialismus von 1933 bis 1945 spalteten sich wie im gesamten Deutschen Reich die evangelischen Christen in Nippes in die NSDAP-treuen Anhänger der Deutschen Evangelischen Kirche und die Bekennenden Christen als Gegenbewegung. Dies führte in der Gemeinde zu Konflikten. Während die Pfarrer der Bekennenden Kirche angehörten, schlossen sich neun von 16 Presbytern den Deutschen Christen an.
Die Mehrheit der Deutschen Christen im Presbyterium bewirkte, dass der getaufte Jude Julio Goslar (1883–1976), der ab 1914 als Organist in der Gemeinde tätig war, entlassen wurde. Im Untergrund überlebte Julio Goslar das Naziregime und führte unmittelbar nach Beendigung des Zweiten Weltkriegs seine Organistentätigkeit fort. Das Gemeindehaus trägt heute seinen Namen.

## Entwicklung seit 1945
Die Lutherkirche erlitt nur geringe Kriegsschäden, so dass 1947 der erste Gottesdienst nach dem Krieg stattfinden konnte. 1957 wurde die Gemeinde in die Bezirke Nippes, Riehl, Niehl und Weidenpesch aufgeteilt. An der Werkstattstraße wurden 1968 ein Kindergarten und ein Jugendzentrum gebaut, 1973 folgte der Bau des Kindergartens in der Gustav-Nachtigal-Straße.
In den 1970er Jahren wurde die Lutherkirche renoviert, die Orgel wurde 1972 eingeweiht.
Weitere Projekte waren 1979 der Bau des Seniorenhauses an der Yorckstraße, wo 1980 die Seniorentagesstätte eröffnet wurde, 1994 der Neubau des Gemeindezentrums an der Siebachstraße und 2014 der Neubau der Kindertagesstätte an der Gustav-Nachtigal-Straße.

## Kulturkirche Köln
Seit 2002 ist die Lutherkirche als Kulturkirche Köln regelmäßiger Veranstaltungsort für Konzerte, Lesungen, Kabarettabende und andere Kulturveranstaltungen. Kölner Lokalgrößen, deutsche Künstler und internationale Stars treten in der Kulturkirche auf. Nicht zuletzt ist die Kulturkirche fester Veranstaltungsort des internationalen Literaturfestivals lit.Cologne, das alljährlich im März stattfindet.
Dank der Aktivitäten ehrenamtlicher Mitarbeiter und Sponsoren wird mit den Erlösen der Veranstaltungen die Gemeindearbeit unterstützt.

## Denkmal
Die Lutherkirche steht unter Denkmalschutz und ist unter der Nr. 852 in der Liste der Baudenkmäler im Kölner Stadtteil Nippes zu finden.

## Orgel

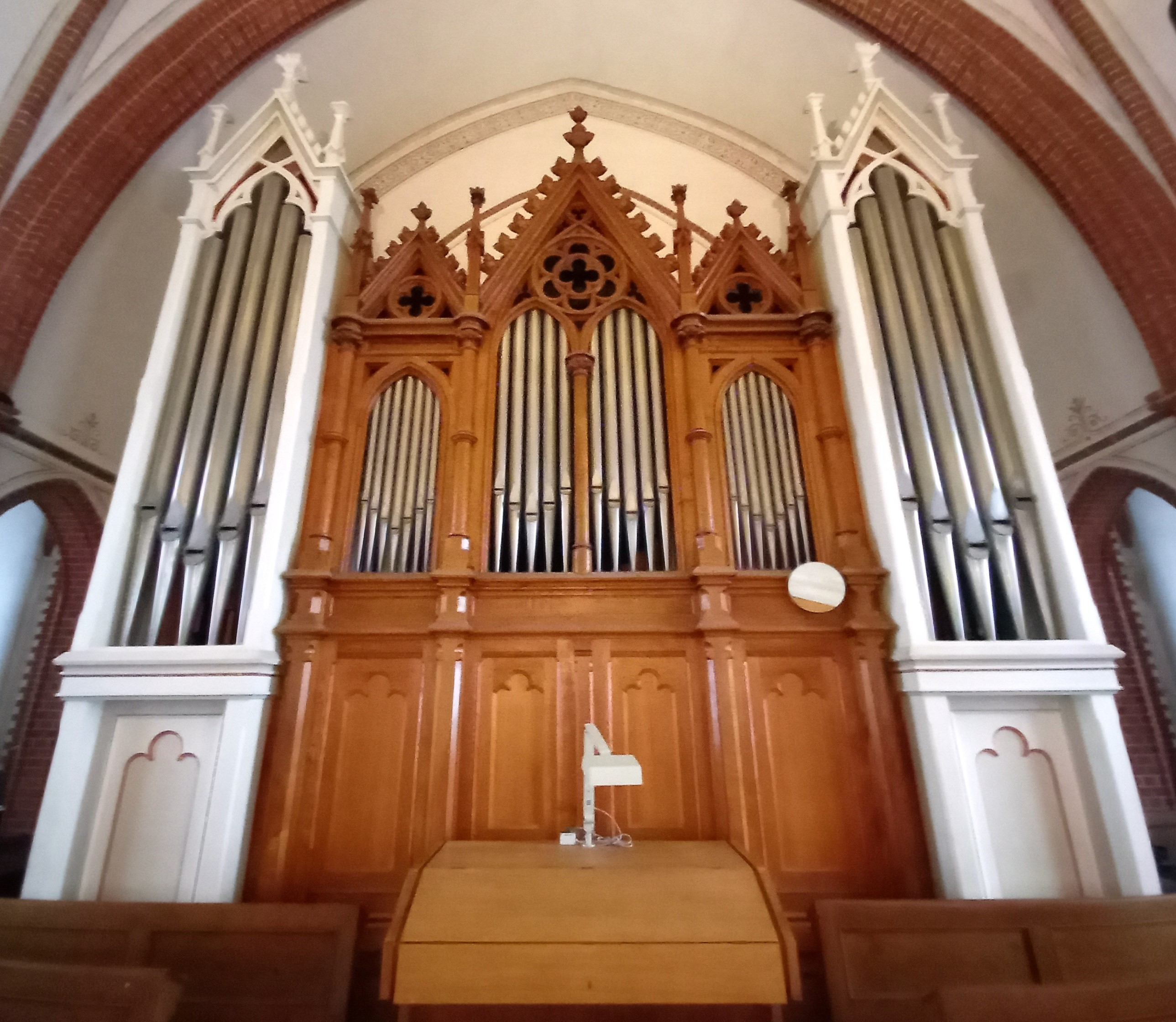
Orgel der Lutherkirche

Die Orgel wurde 1972 von der Orgelbauwerkstätte Willi Peter erstellt. Die Spieltraktur ist mechanisch und die Registertraktur elektrisch.
Die Disposition lautet wie folgt:
| I Hauptwerk C–g3 |     |
| Pommer           | 16′ |
| Principal        | 08′ |
| Rohrflöte        | 08′ |
| Oktave           | 04′ |
| Doppelrohrflöte  | 02′ |
| Mixtur IV–VI     | 02′ |
| Trompete         | 08′ |

| II Schwellpositiv C–g3 |       |
| Musiziergedeckt        | 8′    |
| Gemshorn               | 8′    |
| Principal              | 4′    |
| Pommerflöte            | 4′    |
| Octave                 | 4′    |
| Sifflöte               | 1 ⁄3′ |
| Scharf VI              | 1′    |
| Dulcian                | 8′    |
| Tremulant              |       |

| Pedal C–f1    |       |
| Subbass       | 16′   |
| Octavbass     | 08′   |
| Baßflöte      | 08′   |
| Octave        | 04′   |
| Rauschwerk IV | 2 ⁄3′ |
| Posaune       | 16′   |

- Koppeln: II/I, I/P, II/P